# Königsseeache
Königsseeache er en flod i den østrigske delstat Salzburg. Floden har sit udspring i Tyskland i Berchtesgaden, hvor Königsseer Ache og Ramsauer Ache løber sammen. På en tyske side af grænsen kaldes floden Berchtesgadener Ache. Floden udmunder i Salzach ved i Urstein i kommunen Puch bei Hallein. Fra den østrigske grænse til udmundingen i Salzach er floden 17,6 km. lang.
Königsseeache danner grænsen mellem de to distrikter Tennengau og Flachgau samt mellem kommunerne Hallein og Anif. Königssee ved Berchtesgaden har lagt navn til Königsseeache, som i øvrigt ikke må forvekles med Königsseer Ache, der på den tyske side af grænsen er fødeflod til Berchtesgadener Ache.
47°43′54″N 13°04′56″Ø / 47.7317°N 13.0822°Ø